# باشگاه فوتبال کرویدون اتلتیک
باشگاه فوتبال کرویدون اتلتیک (به انگلیسی: AFC Croydon Athletic) یک باشگاه فوتبال در شهر نوروود جنوبی، کشور انگلستان است که در سال ۲۰۱۲ میلادی تأسیس شده‌است.